# Our World in Data
Our World In Data (OWID) è un sito web di statistica di un progetto che pubblica ricerche e analisi basate su dati riguardanti vari argomenti di carattere sociale ed economico, tra cui: salute, risorse alimentari, crescita e distribuzione della ricchezza, violenza, diritti, guerre, cultura, consumo di energia, istruzione, e cambiamento ambientale.

Il progetto è del Global Change Data Lab e la squadra di ricercatori è basata all'Università di Oxford.

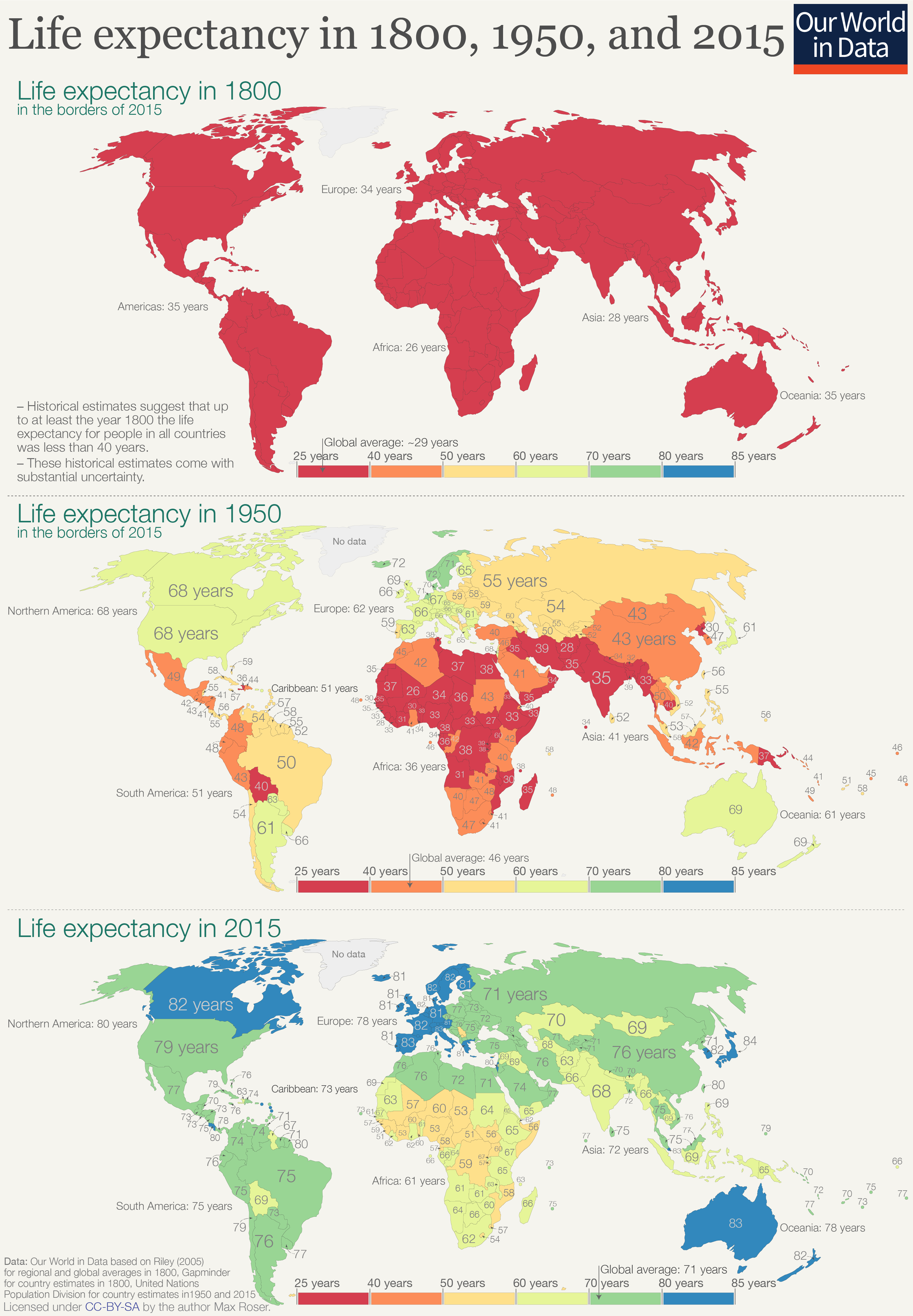
Un esempio di infografica: la speranza di vita nel 1800, 1950 e 2015

## Storia
Il progetto è stato lanciato nel 2011 da Max Roser, uno storico sociale ed economista, a cui poi è stata aggiunta una squadra di ricercatori dell'Università di Oxford.

### La crescita del progetto con la pandemia di COVID-19
Gli anni recenti sono stati molto importanti per il progetto: il progetto contava appena sei membri al 2019, mentre dopo la pandemia di COVID-19 ne conta venti.
Questa crescita della squadra si è verificata perché il progetto si è concentrato particolarmente nell'elaborare dati, ricerche ed analisi riguardanti la pandemia stessa, tra cui il mantenimento di un database per le vaccinazioni avvenute in tutto il mondo (usato come fonte dall'OMS e da altre organizzazioni, riviste scientifiche e quotidiani internazionali) e di un altro per i tamponi, i test effettuati e i positivi (anch'esso largamente usato a livello internazionale).